# Chilibulo
Chilibulo ist ein Stadtteil von Quito und eine Parroquia urbana in der Verwaltungszone Eloy Alfaro im Kanton Quito der ecuadorianischen Provinz Pichincha. Die Fläche beträgt etwa 8 km². Die Einwohnerzahl lag im Jahr 2019 bei 59.902.

## Lage
Die Parroquia Chilibulo liegt südwestzentral in Quito 3,5 km südwestlich vom Stadtzentrum auf einer Höhe von etwa 2900 m. Die Avenida Mariscal Sucre verläuft entlang der südöstlichen Verwaltungsgrenze. Ein 3500 m hoher Bergkamm bildet die westliche Verwaltungsgrenze. Im Norden verläuft die Verwaltungsgrenze entlang dem Berghang auf einer Höhe von ungefähr 3280 m. Südwestlich, außerhalb der Parroquia, befindet sich der Parque Metropolitano Chilibulo.
Die Parroquia Chilibulo grenzt im Norden an die Parroquia San Juan, im Nordosten an die Parroquia La Libertad, im Osten an die Parroquia La Magdalena, im Südosten an die Parroquia San Bartolo, im Südwesten und im Westen an die Parroquia La Mena sowie im Nordwesten an die Parroquia rural Lloa.

## Barrios
Die Parroquia Chilibulo ist in folgende Barrios gegliedert:
- 4 de Diciembre
- Batallón Chimborazo
- Chilibulo
- Comuna Marcopamba
- Hermano Miguel
- Jesús del Gran Poder
- La Dolorosa
- La Santiago
- La Unión
- La Yaguachi
- Los Libertadores
- Paraíso
- San Francisco del Pintado
- San José de Chilibulo

## Infrastruktur
Im Verwaltungsgebiet befindet sich das Hospital del Sur Enrique Garcés.